# دیفن‌پیرامید
دیفن‌پیرامید (انگلیسی: Difenpiramide) یک داروی ضدالتهاب غیراستروئیدی است.